# Orobanche vallicola
Orobanche vallicola là loài thực vật có hoa thuộc họ Cỏ chổi. Loài này được (Jeps.) Heckard mô tả khoa học đầu tiên năm 1973.